# Andrzej Rozkosz
Andrzej Adam Rozkosz (ur. 21 lutego 1959 w Katowicach) – polski matematyk, zajmujący się matematyką finansową i procesami stochastycznymi.

## Życiorys
W 1978 roku ukończył Liceum Ogólnokształcące w Strzyżowie. Następnie podjął studia z zakresu matematyki teoretycznej na Uniwersytecie Warszawskim, które ukończył w roku 1984. Dziesięć lat później doktoryzował się na Uniwersytecie Mikołaja Kopernika w Toruniu rozprawą zatytułowaną Stabilność słabych rozwiązań stochastycznych równań różniczkowych. Pracę habilitacyjną obronił w 2004 roku. W 2021 roku uzyskał tytuł profesora.
Obecnie jest profesorem uczelnianym w Katedrze Teorii Prawdopodobieństwa i Analizy Stochastycznej na Wydziale Matematyki i Informatyki, którego jest dziekanem. Jego specjalnością jest teoria prawdopodobieństwa (stochastyczne równania różniczkowe). Od 1989 roku jest także członkiem Zarządu Regionu Toruńskiego NSZZ „Solidarność”.